# Wanda Richert
Wanda Richert (Chicago, 18 aprile 1958) è un'attrice e ballerina statunitense, nota soprattutto come interprete di musical a Broadway.

## Biografia
Nata e cresciuta a Chicago, iniziò a studiare danza a cinque anni. Fece il suo debutto sulle scene nel 1976, danzando nel cast di A Chorus Line in tour per gli Stati Uniti per oltre due anni. Nel 1980 esordì a Broadway interpretando Peggy Sawyer in occasione della prima di 42nd Street e per la sua interpretazione vinse il Theatre World Award e ottenne una candidatura al Tony Award alla miglior attrice non protagonista in un musical. Nel 1983 tornò a Broadway nel musical Nine, mentre tra il 1985 e il 1990 interpretò regolarmente il ruolo di Cassie in A Chorus Line a New York su richiesta di Michael Bennett.

## Filmografia
- The Doctors - serie TV, 1 episodio (1982)
- Hardcastle & McCormick - serie TV, episodio 3x16 (1986)
- Law & Order - I due volti della giustizia (Law & Order) - serie TV, episodio 1x2 (1990)